# Anggun
Anggun Cipta Sasmi (Yakarta, 29 de abril de 1974) es una cantautora francesa de origen indonesio. Su nombre significa "gracia nacida de un sueño" en lenguaje bali. 
Anggun es también la artista asiática con las más altas ventas fuera de Asia e hizo historia por ser la primera artista indonesia en irrumpir en la escena musical internacional. Es conocida en Europa, sobre todo en Francia, donde reside desde los 20 años, e Italia, así como también en varias partes de Asia.
En mayo de 2012 representó a Francia en el Festival de Eurovisión con el tema "Echo (You and I)".

## Biografía
Anggun nació en Yakarta el 29 de abril de 1974. Es la segunda hija de Darto Singo, escritor javanés, y de Dien Herdina, ama de casa de la familia real de Yogyakarta. Su nombre completo significa "gracia nacida de un sueño". A pesar de ser musulmana, Anggun fue enviada a una escuela católica para recibir una mejor educación elemental. A los siete años, Anggun comenzó a recibir de su padre una instrucción muy disciplinada en canto. Para ayudarla a desarrollar su carrera, su madre empezó a actuar como su mánager, aceptando ofertas de canto y ocupándose de los asuntos comerciales. A los nueve años, Anggun aprendió a escribir sus propias canciones y grabó su primer álbum de estudio, Kepada Alam dan Penciptanya (1983), con música infantil.

## Trayectoria artística
Anggun comenzó su carrera de cantante en escenas para niños desde que tenía 9 años. Después conoció un éxito sorprendente desde la edad de los catorce años en su país y en la región del sudeste asiático (Indonesia, Malasia y Singapur). La suerte le sonreía, había montado su propio sello discográfico, incluso producía para otros artistas y todo eso sólo cuando apenas tenía 20 años. Fue entonces cuando decidió cambiar de vida para encontrar nuevos retos: una carrera internacional. Basándose en el pensamiento de que ningún productor vendría a buscarla a su país, hizo sus maletas y partió hacia Europa en 1994.
Primero decidió llegar a Londres, porque ya hablaba la lengua y porque Inglaterra se encontraba dentro de sus influencias musicales. Conoció algunas personas, hizo proyectos que al final no se cristalizaron. Además, no podía adaptarse al clima londinense y a la vida a la inglesa en general. Así que decidió mudarse a Holanda, ya que ahí reside una gran comunidad indonesia. Pero antes de eso, ella tenía ganas de conocer París. Volvió a hacer su equipaje para un pequeño viaje de una o dos semanas y arribó a la capital romántica. Se llevó una gran impresión, fue una revelación total.
Aunque no hablaba la lengua, se sentía como pez en el agua con la atmósfera que ahí reinaba. Finalmente la historia quiso que se quedara 6 años. Primero aprendió francés e hizo amistades decisivas. Por un buen golpe de suerte, fue presentada primero con Florent Pagny quien la llevó a Erick Benzi quien se ofreció a ser su representante profesional en los años siguientes. Impresionado por su voz y su timbre, le compuso una canción a la medida: La Rose des Vents (La Rosa de los Vientos). Después le compuso todo un álbum y seleccionó el tema Snow on the Sahara como primer sencillo, que la catapultó a la cabeza de las listas de popularidad en 1997. Este primer álbum, editado en 33 países conoció un verdadero éxito (1 millón de ejemplares), lo que la llevó a asegurar la promoción internacional durante 3 años y tuvo como consecuencia el retiro temporal de las pantallas de Francia.
En 2000 Anggun regresa presentando su segundo álbum, aún bajo la custodia de Erick Benzi, Désirs Contraires. Este álbum, que casi no recibió promoción por parte de su discográfica, pasó relativamente desapercibido en Francia pero se exportó extremadamente bien, sobre todo a Indonesia y a Italia. Inició un mini tour con una decena de presentaciones que abrió en "La Cigale" el primero de febrero de 2001. Esa fue su primera presentación francesa desde que salió de Indonesia.
Anunció su partida de su casa disquera en enero de 2003. Después de varios meses, se repatrió a Montreal, en Canadá para encontrarse con su enamorado de la época que se convirtió después en su marido en el 2004. Se tomó el tiempo de escoger una discográfica más adecuada para su filosofía de trabajo y su concepción de trabajo. Fue así como hubo que esperar hasta el verano de 2004 para que su unión con Heben Music fuera anunciado y al principio del 2005 para ver el nacimiento de su tercera obra "Luminiscence". El primer sencillo escogido fue "Etre une femme" (Ser una mujer) y gracias a una promoción bien preparada reapareció finalmente en las pantallas y en la radio. Su primer tour comenzó el 14 de marzo de 2005 por toda Europa donde pudo comprobar que sus admiradores no la habían olvidado.
Pero la promoción no terminó ahí; no solamente apareció en todas los programas de moda, sino que su nueva compañía de giras Camus Productions le organizó una enorme gira que incluía más de 40 fechas tan sólo en Francia. Así, inauguró una nueva serie en la explanada de Sin Le Noble el 29 de abril de 2006 donde el público incluso le celebró su cumpleaños. Continuó con la gira y promovió su disco en toda Europa y Asia hasta mediados del año 2006. El 21 de agosto de 2006 se dio a conocer una magnífica reedición de Luminiscence incluyendo no solamente fotos nuevas sobre papel encerado sino que también tres nuevas canciones, de las cuales una era un dúo con Johnny Hallyday, además de Juste Avant Toi que ya había comenzado a ser tocado en NRJ y en otras numerosas estaciones de radio.
La particularidad de Anggun es que sabe aliar diferentes influencias musicales provenientes de todo el mundo y que canta en tres lenguas. Así, cada uno de sus discos, aparece por lo menos en dos versiones, una en francés y una en inglés. Las versiones que se dan a conocer en Indonesia contienen textos exclusivos que ella misma escribe en su lengua natal. Anggun compone generalmente en inglés y después se asocia con autores de renombre (Jean Fauque, Tété, Lionel Florence, Evelyne Kral para su tercer álbum, pero también Erick Benzi e incluso Jacques Vénéruso) para adaptar los temas al francés.
Aunque el tema principal de su música es el amor, hay otros varios temas que se abordan en sus canciones, tales como la tolerancia, el respeto y la universalidad. Su prosa está impregnada de poesía de su cultura natal de Indonesia, de esa cultura que ha sabido sabiamente mezclar con la nuestra, en ella ha puesto toda la delicadeza, el misterio y la belleza que la caracterizan.
Gracias a una educación fundada sobre la experiencia de múltiples puntos de vista (su famllia musulmana la envió a una escuela católica, con el fin de que agrandara sus horizontes), Anggun manifiesta una gran apertura de espíritu y sobre todo un inmenso humanismo. Así es que después de sus inicios en Europa, se ha involucrado en numerosas causas altruistas: en 1998 con Ensemble contre le Sida, en 1999 con les Enfoirées, en el 2000 con Echoes from Earth, 2001 con Les Voix de l'espoir, en 2003 con Gaia, en 2006 con Fight Aids. Fue nombrada portavoz oficial del año internacional del MicroCrédit (programa de la ONU destinado a erradicar el tercermundismo en el mundo) en 2005.
Debemos también mencionar su participación en otro temas, tales como la banda original del filme Dogma de Suzanne Bier, "Open Hearts" en el 2003 (un álbum entero), o un tema para Anastasia en 1997 "Glops, je suis un poisson" en el 2001, "Anja er Victor" en el 2001 también, "Le Transporteur II" (El Transportador II) en 2005 y numeroso dúos o asociaciones, "Nöel au Vatican" (Navidad en el Vaticano) en el 2000, DjCam "Soulshine" y Deep Forest "Music Detected" en el 2002, "Le printemps français" (La primavera francesa), una compilación francesa dada a conocer en Indonesia, Piero Pelū y su álbum "L'Uomo della Strada" en el 2003.
Sobre el escenario, con un equipo profesional bien dotado, que incluye sus cuatro maravillosos músicos que la acompañan este año y que son Fabrice Ash, Olivier Frêche, Jean-Marie Négozio y Claude Saragossa, Anggun expresa al máximo su talento y lleva al espectador a penetrar su universo musical e íntimo. Agrega a sus canciones comentarios humorísticos, bromea con sus músicos, practica el autocorregimiento con sus errores de francés, confiesa algunos secretos al público y así termina por conquistar su auditorio sin que ellos se den cuenta
Anggun posee no solamente una figura agraciada y particularmente femenina sino también un espíritu bien aguzado, puede ser tal vez, gracias a sus numerosas lecturas de la infancia, donde debía hacer cada semana un resumen a su papá y sobre todo un deseo de ser ella misma y de constantemente aprender y avanzar, progresar para mejor realizarse. Si Darto Singo, su padre, no hubiera soñado con la leyenda de la "gracia nacida de un sueño", quien sabe, el mundo seguramente hubiera sido afectado.
En el 16 de octubre de 2009, Anggun fue nombrada Embajadora de Buena Voluntad de la Organización de las Naciones Unidas para la Agricultura y la Alimentación (FAO).

### Eurovisión 2012

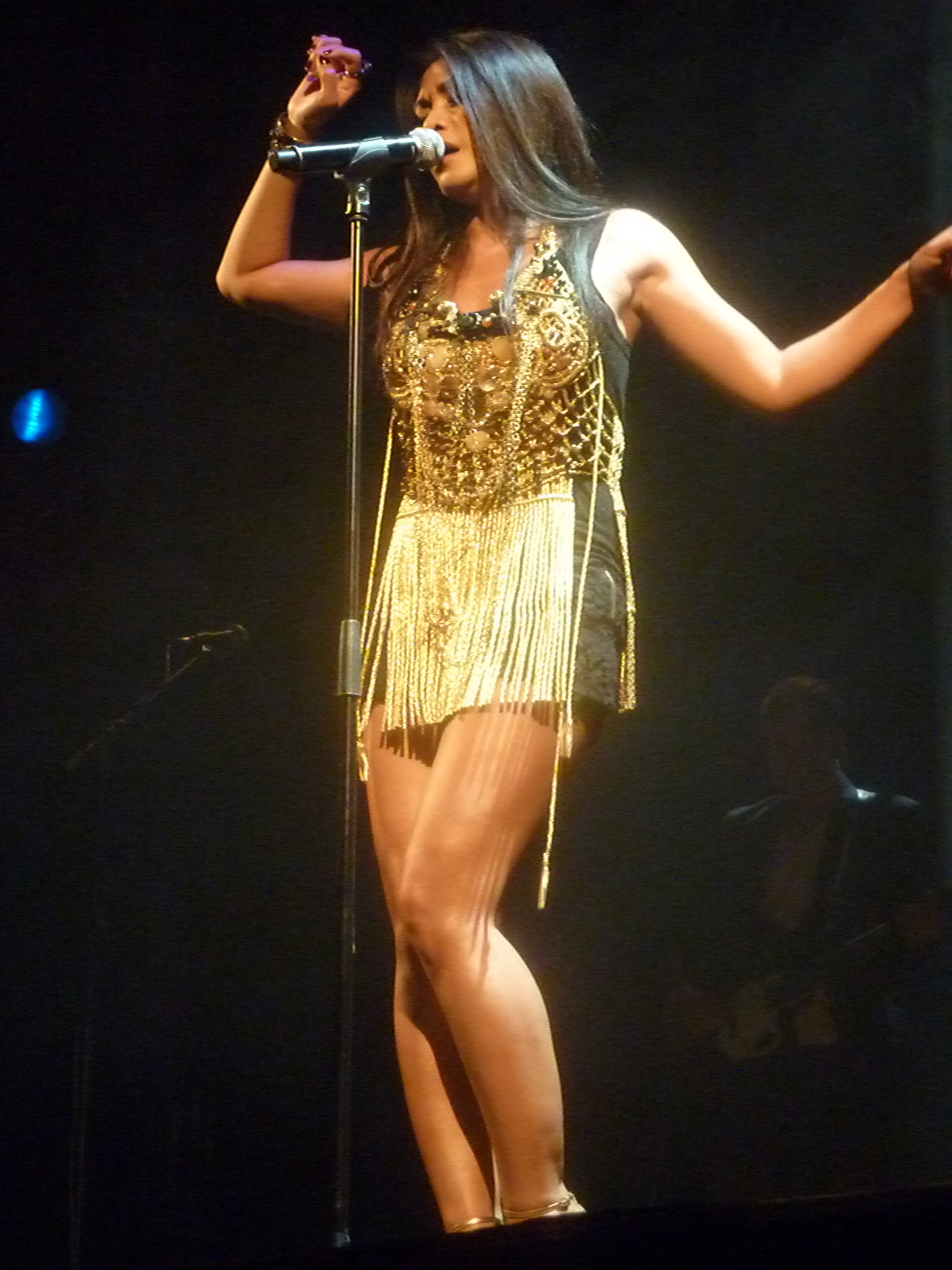
Apariencia Anggun en un concierto en solitario en París, Francia, el 13 de junio de 2012.

Fue la representante de Francia en el Festival de la Canción de Eurovisión 2012 que se celebró en Bakú (Azerbaiyán), tras ser elegida internamente por la televisión nacional France Télévisions. El tema que interpretó fue "Echo (You and I)", con la mayor parte de la letra en francés y algunos versos en inglés. En la final celebrada el 26 de mayo de 2012 acabó en el puesto 22º, entre los cinco últimos clasificados.

### Discografía internacional
- Snow on the Sahara. El álbum que lanzó a Anggun al estrellato internacional. Realizado en el año 1998 casi a la par que la versión francesa Au Nom de la Lune (En el nombre de la Luna) y producido por Erick Benzi. Los sencillos que se desprendieron fueron "Snow on the Sahara", "La Rose des Vents", "Au Nom de la Lune", "La Neige au Sahara" y "A rose in the Wind", la canción más representativa de la cantante hasta la fecha. Snow on the Sahara es un álbum que desborda emociones por doquier y transporta a otra dimensión a quien lo escucha. La pasión también hace acto de presencia en canciones como "Valparaíso", "My Sensual Mind" y "Dream of Me". Anggun también grabó el tema "Life on Mars" del cantante británico David Bowie.

- Chrysallis. Siguiendo el éxito enorme que conoció con Snow on the Sahara, en el 2000 se da a conocer en todo el mundo "Chrysallis" aún bajo la producción de Erick Benzi. Con esta producción (llamada "Désirs Contraires", en francés), Anggun incursiona por primera vez en la música de corte electropop. A pesar de que no tuvo tanto éxito como con "Snow on the Sahara", Chrysallis le dio una mayor proyección internacional fuera de Francia. Chrysallis es, según la misma Anggun, una piel nueva en la que reencarna, luego de la separación de su primer marido tras 7 años de matrimonio y que se ve reflejada en temas como "Still Reminds Me" (Aún me recuerda) y "Broken Dream" (Sueño roto). Los temas principales de este álbum son "Chrysallis" (Crisálida) y "Still Reminds Me" en inglés y "Un geste d'Amour" (Un gesto de Amor) y "Derrière la Porte" (Tras la puerta) en francés.

- Luminiscence. Tras 5 años de ausencia de los escenarios de todo el mundo, Anggun regresa totalmente con su refrescante producción Luminiscence, el álbum de la consagración. En este nuevo trabajo y con su correspondiente versión francesa (del mismo nombre), Anggun usa varios ritmos a los cuales da su muy personal estilo. Los principales temas son "Saviour" (Cesse la Pluie), una canción de rock urbano, que fue el segundo sencillo; "In your Mind" (Etre une Femme) una vibrante canción que mezcla sonidos orientales, "I'll be alright" (Juste Avant toi), un tema un poco más pop con una hermosa interpretación. De cierta forma, Annggun regresa a los inicios de su carrera cuando era toda una estrella del rock con canciones como "Devil in my Mind", "Painted", "Captivity" (Captivité) y la pegajosa y setentera "Human". Por otro lado, Anggun nos hace añorar nuestra patria con el sublime tema "Cover" (D'Oú l'on Vient) y nos hace suspirar por el amor perdido con "Surrender" y "Breathe in Water" (Nous avions des Ailes) una sensual y poderosa balada que es, tal vez, el mejor tema de todo el álbum. También se incluye un dueto con el afamado cantante francés Johnny Halliday, "Garde-moi" (It's a Crime).

Participó además en el álbum 'The Fall Of A Rebel Angel' de 2016 de Enigma dando su voz a los temas "Mother", "Sadeness" (Part II) y "Oxygen Red".

## Discografía

### Álbumes
- Dunia Aku Punya, en indonesio (1986)
- Anak Putih Abu-Abu, en indonesio (1991)
- Nocturno, en indonesio (1992)
- Anggun C. Sasmi... Lah!!!, en indonesio (1993)
- Yang Hilang, en indonesio (1994)
- Au Nom De La Lune, en francés (1997)
- Snow On The Sahara, en inglés (1998)
- Desirs Contraires, en francés (2000)
- Chrysalis, en inglés (2000)
- Open Hearts Original Soundtrack, en inglés (2002)
- Luminescence, en francés (2005)
- Luminescence, en inglés (2005)
- Best Of (2006)
- Elevation (2008)
- Echoes (2011)
- Toujours un ailleurs, en francés (2015)
- 8, en inglés (2017)

### Sencillos
- "La Neige au Sahara" (1997)
- "La Rose des Vents" (1997)
- "Au Nom de La Lune" (1997)
- "La Ligne des Sens" (1997)
- "Snow on The Sahara" (1998)
- "A Rose in the Wind" (1998)
- "Un Geste D'Amour" (2000)
- "Derrière La Porte" (2000)
- "Still Reminds Me" (2000)
- "Chrysalis" (2000)
- "Summer in Paris" con DJ Cam (2002)
- "Deep Blue Sea" con Deep Forest (2002)
- "Être Une Femme" (2005)
- "Cesse la pluie" (2005)
- "In Your Mind" (2005)
- "Saviour" (2005)
- "Juste Avant Toi" (2006)
- "I'll be all right" (2006)
- "Garde-Moi" (2007)
- "Streets of Philadelphia" (I Muvrini con Anggun) (2008)
- "No Stress" (Laurent Wolf con Anggun) (2008)
- "Chama por me (Call My Name)" (Mickael Carreira con Anggun) (2010)
- "Always You" / "Innocent Lies" (para el álbum Atemlos de Schiller) (2010)
- "Echo (You and I) (2012)
- "Quelques mots d'amour" (2012)
- "Vivre d'amour" con Natasha St-Pier (2013)
- "Snow on the Sahara" (Versión de 2013)
- "La neige au Sahara (Faço Chover No Deserto)" con Tony Carreira (2014)
- "Kiss & Love" (2014)
- "Fly My Eagle" (2014)
- "Right Place Right Time" (DJ Indyana con Anggun) (2014)
- "Who Wants to Live Forever" (Versión de Queen; Il Divo con Anggun) (2014)
- "Pour une fois" con Vincent Niclo (2015)
- "Let's Groove" con David Foster, Melanie C & Vanness Wu (2015)
- "À nos enfants" (2015)
- "Nos vies parallèles", dueto con Florent Pagny (2015)
- "Lepaskan" con Regina Ivanova, Nowela Auparay, Cindy Bernadette & Chila Kiana (2015)
- "Warna Angin" (2015)
- "Face au vent" (2016)
- "Teka-teki", dueto con Tantri de Kotak (2016)
- "What We Remember" (2017)